# Concursus necessarius
Concursus necessarius er et latinsk begreb inden for strafferetten der anvendes til at beskrive det fænomen, at en anden persons medvirken er nødvendig for at realisere gerningsindholdet i en kriminaliseret handling. Et eksempel herpå er en straffebestemmelse, der kriminaliserer salget af en vare, idet der til denne handling nødvendigvis må deltage en køber.
I dansk strafferet antages det, at såfremt der foreligger concursus necessarius, og den nødvendige medvirken ikke er selvstændigt kriminaliseret, vil denne uanset de almindelige strafferetlige regler om medvirken ikke være strafbar. Eksempelvis var det indtil 2002 alene strafbart efter den danske straffelov at yde bistand til en fangeflugt, men ikke selvstændigt kriminaliseret at flygte. Selv om bistand til fangeflugt forudsatte den indsattes medvirken, var dennes flugt ikke strafbar. Straffeloven blev senere ændret således at både flugt og bistand til flugt er strafbart. Et andet eksempel er situationer, hvor den, hvis medvirken er nødvendig for realisering af gerningsindholdet, også er den, som den strafferetlige regel har til formål at beskytte. Selv om offeret for en forbrydelse kan siges have "medvirket", er det klart, at det ikke er hensigten at denne skal straffes herfor.